# Glinki (Prostki)
Glinki (deutsch Glinken) ist ein Dorf in der polnischen Woiwodschaft Ermland-Masuren und gehört zur Landgemeinde Prostki (Prostken) im Powiat Ełcki (Kreis Lyck).

## Geographische Lage
Glinki liegt im südlichen Osten der Woiwodschaft Ermland-Masuren, 15 Kilometer südlich der Kreisstadt Ełk (Lyck).

## Geschichte
Der seinerzeit Dzydzuschen, nach 1785 Glinnen, um 1885 Adlig Glinken und danach Glinken genannte Ort wurde 1529 gegründet und bestand aus einem Gut mit kleinen Höfen. Im Jahr 1874 wurde das Dorf in den neu errichteten Amtsbezirk Gorczitzen (polnisch Gorczyce) eingegliedert, der wenige Jahre später in Amtsbezirk Borken (polnisch Borki) umbenannt wurde. Er gehörte bis 1945 zum Kreis Lyck im Regierungsbezirk Gumbinnen (ab 1905 Regierungsbezirk Allenstein) in der preußischen Provinz Ostpreußen.
In Glinken waren 1910 insgesamt 80 Einwohner registriert. Ihre Zahl stieg bis 1933 auf 94 und belief sich 1939 auf noch 68.
Aufgrund der Bestimmungen des Versailler Vertrags stimmte die Bevölkerung im Abstimmungsgebiet Allenstein, zu dem Glinken gehörte, am 11. Juli 1920 über die weitere staatliche Zugehörigkeit zu Ostpreußen (und damit zu Deutschland) oder den Anschluss an Polen ab. In Glinken stimmten 60 Einwohner für den Verbleib bei Ostpreußen, auf Polen entfiel keine Stimme.
In Kriegsfolge kam das Dorf 1945 mit dem gesamten südlichen Ostpreußen zu Polen und erhielt die polnische Namensform Glinki. Heute ist es Sitz eines Schulenamtes (polnisch Sołectwo) und somit eine Ortschaft im Verbund der Gmina Prostki (Prostken) im Powiat Ełcki (Kreis Lyck), bis 1998 der Woiwodschaft Suwałki, seither der Woiwodschaft Ermland-Masuren zugeordnet.

## Religionen
Bis 1945 war Glinken in die evangelische Kirche Ostrokollen (1938–1945 Scharfenrade, polnisch Ostrykół) in der Kirchenprovinz Ostpreußen der Evangelischen Kirche der Altpreußischen Union und in die römisch-katholische Kirche St. Adalbert in Lyck (polnisch Ełk) im Bistum Ermland eingepfarrt.
Heute gehört Glinki katholischerseits zur Pfarrei Prostki (Prostken) mit den Filialkirchen in Sokółki (Sokolken, 1938–1945 Stahnken) und Ostrykół (Ostrokollen, 1938–1945 Scharfenrade) innerhalb des Bistums Ełk der Römisch-katholischen Kirche in Polen. Die evangelischen Einwohner orientieren sich zur Kirchengemeinde in der Kreisstadt Ełk (Lyck), einer Filialgemeinde der Pfarrei in Pisz (Johannisburg) in der Diözese Masuren der Evangelisch-Augsburgischen Kirche in Polen.

## Verkehr
Glinki liegt an einer Nebenstraße, die Kobylinek (Dorf Kobylinnen, 1938–1945 Kobilinnen) mit Borki (Borken) verbindet. Eine Bahnanbindung existiert nicht.